# Propaganda Due
Propaganda Due («Propaganda Dues» en italià), més coneguda per la sigla P2, va ser una lògia maçònica de la Maçoneria italiana amb el nom de Masonic Propaganda) que va estar en actiu entre el 1877 i el 1976, adherida al Gran Orient d'Itàlia (GOI). Va perdre el seu reconeixement aquell any per part del Grande Oriente d'Italia (it).
Fundada a la segona meitat del segle XIX, es va dissoldre durant els vint anys de feixisme i després es va reconstituir al final de la Segona Guerra Mundial; en el període del seu lideratge per Licio Gelli va adoptar formes desviades dels estatuts de la maçoneria i subversives cap al sistema jurídic italià. Va ser suspèsa pel GOI el 26 de juliol 1976; posteriorment, la Comissió parlamentària d'investigació de la lògia maçònica P2 sota la presidència de l'honorable Tina Anselmi va concloure el cas P2 denunciant la lògia com una autèntica «organització criminal» i «subversiva», sent definitivament dissolta l'any 1982.
Es va fer cèlebre per esdevenir l'organització clandestina que va provocar el major escàndol de la història de la República Italiana: la P2 va sortir a la llum pública amb les declaracions del mafiós Michele Sindona durant l'escàndol del Banc Ambrosià, on l'Institut per a les Obres de Religió i la ciutat de Milà tenien interessos econòmics. Entre 1965 i 1981 va condicionar el procés polític italià mitjançant la inclusió de persones de confiança de la P2 en àmbits com la Magistratura, el Parlament, les Forces Armades i la Premsa.
Licio Gelli començaria a presidir la lògia a partir de 1972, quan va ser elevat al grau de gran mestre.
Fora d'Itàlia, la P2 va tenir activitats a l'Uruguai, el Brasil i principalment a l'Argentina. Alguns dels seus membres de l'Argentina van ser el peronista Raúl Alberto Lastiri, secretari privat del director general de radiodifusió durant el govern de facto del general Edelmiro Farrell; després secretari de l'administrador nacional de Correus i Telègrafs; després, del ministre de Comunicacions durant el primer i el segon govern de Perón i després president interí el 1973 entre Cámpora i Perón; Emilio Massera, nomenat comandant general de l'Armada pel president Perón el 1973 i posteriorment part de la junta militar de Jorge Rafael Videla de 1976 a 1978; José López Rega, ministre de Benestar Social des de 1973 a 1976 durant la tercera presidència de Perón i cofundador al costat d'aquest de l'Aliança Anticomunista Argentina (Triple A); i finalment el repressor Guillermo Suárez Mason.

## Descobriment
Les connexions del banquer Roberto Calvi amb el gran mestre Licio Gelli van cridar l'atenció de la premsa i la policia, originant que la lògia (anteriorment secreta) fos descoberta. La policia va trobar una llista de membres a la casa del gran mestre Gelli, a Arezzo, el març de 1981. La llista contenia més de 900 noms, amb importants funcionaris estatals, destacats polítics (dos antics primers ministres, 62 senadors, 44 diputats) i oficials de l'Exèrcit, molts d'ells enrolats en el SISMI (Servei Secret Italià) i alts membres del crim organitzat. Un altre famós membre era Victor Emmanuel, príncep de Nàpols, i cap de la Casa de Savoia. També va ser trobat un document en possessió de Licio Gelli titulat «Piano di Rinascita Democratica» (Pla per al Ressorgiment Democràtic), que contenia una declaració de la Lògia per a formar una nova elit política i econòmica per a liderar Itàlia cap a un major autoritarisme en la democràcia, una coalició de caràcter centrista i anticomunista. «L'objectiu de la divisió dels sindicats ha de ser una prioritat —indicava el Pla— per a així aconseguir la reunificació amb els gremis autònoms de les seves confederacions, seguidors del Pla».
El primer ministre Arnaldo Forlani va ser forçat a dimitir per maniobres del partit, causant la caiguda del govern italià. Giovanni Spadolini, del Partit Republicà Italià (PRI), va ser votat per a presidir una coalició de centreesquerra. Spadolini va ser el primer cap de govern italià no provinent de la Democràcia Cristiana. Tots els funcionaris dels serveis secrets d'Itàlia, amb el seu cap Vito Miceli, van ser obligats a renunciar als seus càrrecs.